# Flora the Red Menace
Flora the Red Menace és un musical amb llibret de George Abbott i Robert Russell, música de John Kander i lletres de Fred Ebb. La producció original del 1965 va ser protagonitzada per Liza Minnelli en el paper principal en el seu debut a Broadway, per la qual va guanyar el premi Tony a la millor actriu en un musical. Aquesta va ser la primera col·laboració entre Kander i Ebb, que després van escriure èxits de Broadway i Hollywood comCabaret i Chicago.
Tot i que no està ple de números coneguts ("A Quing Thing" i "Sing Happy" a part), la partitura presenta una valuosa visió del treball posterior de Kander i Ebb. Igual que a Cabaret i Chicago, presenta una heroïna intensa i té una gran dosi de contingut polític.

## Produccions
Flora the Red Menace es va estrenar al Alvin Theatre de Broadway l' 11 de maig de 1965 i es va tancar el 24 de juliol de 1965, després de 87 representacions. El repartiment comptava amb Liza Minnelli com a Flora, Bob Dishy com Harry Toukarian i Cathryn Damon com la camarada Charlotte. La direcció va ser de George Abbott, coreografia de Lee Theodore, amb disseny escènic de William i Jean Eckart, disseny de vestuari de Donald Brooks i disseny d'il·luminació de Tharon Musser.
Liza Minnelli va guanyar el premi Tony a la millor actriu de musical, la persona més jove que ho va fer als 19 anys, fins que Frankie Michaels va guanyar-lo el 1966 amb 11 anys.
Flora no va ser escrita per a Minnelli, com de vegades es diu; es va rumorejar que Robert Russell l'havia escrit com a vehicle per a Barbra Streisand. George Abbott es va implicar, pensant que seria un vehicle per a Eydie Gormé. En rebre prometedores ressenyes fora de la ciutat a New Haven i Boston, el show es va enregistrar dos dies abans de la seva estrena a Broadway. No obstant això, els crítics de Nova York no van entusiasmar-se i, quan va tancar, havia perdut gairebé la totalitat de la seva inversió de 400.000 dòlars.
El crític de The New York Times va escriure: "La veu [de Minnelli] encara no és distintiva ... Serà una cantant popular, d'acord. [Flora the Red Menace] té l'aspecte de ser enganxada juntament amb bits i peces. Una idea prometedora no ha estat animada per una espurna creativa ".
El musical va ser reestrenat al Vineyard Theatre de Off-Broadway  el desembre de 1987 amb un nou llibre de David Thompson. Dirigida per Scott Ellis amb coreografia de Susan Stroman, Flora va ser interpretada per Veanne Cox amb Peter Frechette com a Harry. En el renvival del Vineyard Theatre, la història va ser explicada com si fos en una presentació Federal Theatre Project, una part del WPA establerta pel President Roosevelt (explicada per Art Carney). Una companyia d'actors va interpretar tots els papers, amb accessoris i escenaris evidents, per no intentar amagar la mirada i “afició” de l'espectacle.

## Sinopsi
A l'hivern de 1935, molta gent es troba a l'atur a causa de la Gran Depressió, però sembla que té esperança ("Prologue"). La valedictòria i futura dissenyadora de moda Flora Meszaros inspira i lidera la seva classe de postgrau a l'hora de fer-se càrrec del futur que els té davant ("Unafraid"). Fa una sol·licitud a Gimbel, Saks Fifth Avenue, Macy's i Altman abans de presentar-se finalment a Garret i Mellick on coneix a Harry Toukarian, un company d'artista que tartamudeja quan està nerviós. Quan s'assabenta que el cap, el senyor Stanley, no contracta, Flora intenta impressionar la secretària dient que ella és "la senyoreta més sorprenent de tota la ciutat de Nova York". (The Kid Herself) Durant la cançó, Flora, Harry i l'altra artista es colen els seus dissenys dins d'una caixa de la mercaderia del senyor Stanley, i després que el secretari els faci fora, Flora demana a Harry que es faci un cafè. La conversa del cafè comença sobre l'anterior patrona de Flora, que la va pagar a través del sistema de bescanvis i va acabar d'haver de cavar parcel·les al cementiri. En Harry li pregunta per què no va colpejar-la i li explica el concepte després que mostri incompetència. Això acaba amb Flora colpejant a Harry a la cara i, després de la negativa inicial, portar-lo al seu estudi. Flora lloga el seu estudi a altres artistes, com una ballarina anomenada Maggie i la seva ex Kenny ("All I Need és One Good Break").
La dissenyadora de moda Flora Meszaros és membre d'una cooperativa d'artistes de tipus bohèmia - ballarins, músics, dissenyadors - que lluiten per trobar feina durant la Gran Depressió. Amb l'esperança de trobar una feina que pagui almenys 15 dòlars a la setmana, és contractada pel cap d'un gran magatzem a 30 dòlars. S'enamora de Harry Toukarian, un altre dissenyador que lluita, que intenta convertir Flora en els seus ideals comunistes.
Tot i que compromet la seva feina en una organització que no reconeix els nous sindicats, busca mantenir una relació laboral i de relació. Complicant-ho tot hi ha una matriarca comunista depredadora, la camarada Charlotte, que vol Harry per ella mateixa, una secretària amb dissenys del seu cap, i Kenny i Maggie, un duo de ball de jazz amb les seves coses més importants. Al final, però, Flora es troba trencada entre dos ideals molt diferents, i ha de sacrificar l'un o l'altre per a la veritable felicitat.

## Cançons
| Acte I - Prologue – Conjunt - "Unafraid" – Flora, Students i Conjunt - "All I Need is One Good Break" – Flora, Harry Toukarian i Artists - "Not Every Day of the Week" – Flora i Harry Toukarian - "All I Need is One Good Break" (Reprise) – Flora, Elsa i The Lady - "Sign Here" – Harry Toukarian - "The Flame" – Comrade Ada, Harry Toukarian i Comrades - "Palomino Pal" – The Lady i Cowboy - "A Quiet Thing" – Flora - "Hello, Waves" – Harry Toukarian i Flora - "Dear Love" – Flora i Conjunt | Acte II - "Express Yourself" – Comrade Charlotte i Harry Toukarian - "Knock, Knock" – Comrade Ada i Cowboy - "Comrade Charlotte's Ballet (The Tree of Life)" – Comrade Charlotte, Comrade Ada, Harry Toukarian i Conjunt - "Sing Happy" – Flora - "You Are You" – Mr. Weiss, Elsa, Flora, Mr. Stanley, Lulu, Katie i Joe - Finale – Companyia |

## Premis i nominations

### Producció original de Broadway
| Any  | Premi      | Categoria                | Nominat       | Resultat  |
| ---- | ---------- | ------------------------ | ------------- | --------- |
| 1965 | Premi Tony | Millor actriu de musical | Liza Minnelli | Guanyador |